# 倉本彩
倉本 彩（くらもと あや、1999年9月22日 - ）は、熊本県民テレビのアナウンサー。佐賀県出身。

## 来歴・人物
2012年、中学1年生のときに第16回ニコラモデルオーディションのグランプリに選ばれる（同期は大谷凜香、久間田琳加、鈴木美羽）。ニコモをつとめ、エヴァーグリーン・エンタテイメントに所属していた。2016年にニコモ卒業後（永野芽郁と同期卒業）は芸能界を引退。佐賀県立小城高等学校から宮崎大学地域資源創成学部に進学後、宮崎から福岡への通いでFBSアナウンスカレッジを受講。大学卒業後、2022年に熊本県民テレビに入社。同期アナウンサーは上山音（現TVQ九州放送）。

## 担当番組
- てれビタ - 入社直後から番組終了まで主に中継リポーターを担当。（2024年3月まで）
- KKTニュース（随時）
- news every.くまもと - スポーツ担当。
- サタココ-リポーター
- KICK OFF! KUMAMOTO
- ZIP！くまもと